# Горняк, Юрий Юрьевич
Юрий Юрьевич Горняк (1939, Кишинёв — не позднее 1991, там же) — советский шахматист, мастер спорта СССР (1976).
Чемпион Молдавской ССР 1967 г. (1—2 места с Б. М. Неведничим).
Чемпион Кишинёва 1968, 1969 и 1973 гг.
В составе сборной Молдавской ССР участник первенств СССР между командами союзных республик 1967 и 1975 гг.
Серебряный призёр 27-го чемпионата Европы по переписке (1983—1990 гг.). В турнире набрал 10 очков из 14 (+8 −1 =5), на очко отстал от победителя турнира А. В. Сычёва.

## Книги
- Поиск в РГБ. search.rsl.ru. Дата обращения: 23 июня 2021.
- Корой И. М., Горняк Ю. Ю. Совершенствование планирования прибыли на предприятиях службы быта МССР / Молд. науч.-исслед. ин-т науч.-техн. информации и техн.-экон. исследований при Госплане МССР «МолдНИИНТИ». — Кишинёв, 1972. — 34 с.
- Горняк Ю. Ю. Умейте защищаться! — Кишинёв: Картя молдовеняскэ, 1982. — 135 с.